# L'ultimo Paradiso
L'ultimo Paradiso is een Italiaanse dramafilm onder regie van Rocco Ricciardulli, die werd uitgebracht in 2021. De film is opgenomen in Apulië en is gebaseerd op werkelijke gebeurtenissen in Apulië aan het einde van de jaren 50 van de twintigste eeuw.

## Verhaal
Ciccio Paradiso is getrouwd met Lucia en vader van een zoontje van zeven jaar. Hij droomt van een betere wereld en tolereert niet langer om, net als de andere boeren in de regio, uitgebuit te worden door de machtige landeigenaars. Gedreven door rebellie en rechtvaardigheid komt hij in opstand tegen Cumpà Schettino, de plaatselijke grootgrondbezitter die als een tiran heerst over de lokale landbouwfamilies. Zijn strijd wordt echter bemoeilijkt als hij verliefd wordt op Bianca, de zeer schone dochter van Schettino.

## Rolverdeling
- Riccardo Scamarcio als Ciccio en Antonio Paradiso
- Gaia Bermani Amaral als Bianca Schettino
- Antonio Gerardi als Cumpà Schettino
- Federica Torchetti als Maria, Bianca's zus
- Donato Placido als Bianca's broer
- Valentina Cervi als Lucia, Ciccio's vrouw
- Anna Maria De Luca als Ciccio's moeder
- Rocco Ricciardulli als Ciccio's vader
- Matteo Scaltrito als Ciccio's zoon
- Nicoletta Carbonara als Ciccio's zus